# Füzesséry Gábor
Tövisi és füzeséri Füzesséry Gábor (Debrecen, 1794. március 23. – Kisbégány, 1854. november 9.) alispán, táblabíró, országgyűlési követ.

## Élete
A református nemesi származású tövisi és füzeséri Füzesséry család sarja. Füzesséry Gábor Bereg vármegye második alispánja volt 1832-ben, valamint két alkalommal a vármegye országgyűlési követe. 1833 tavaszán Debrecenben verekedésre keveredett Tisza Lajos bihari alispánnal. Reviczky főbíró házánál találkoztak, szóváltás alakult ki közöttünk, Tisza pedig lehazaárulózta Füzesséryt, majd miután félreértette egyik gesztusát, arcon csapta őt. Deák Ferenc egyik levelében így ír erről az esetről: „Tisza Füzesséryt pofon vágta, ez annak üstökébe ragaszkodott; egymást hurcolták, földhöz verték s a földön henteregtek s végre (úgy hallom) szépen megbékültek.” Amikor ennek a botránynak a híre eljutott Pozsonyba, mindkettőjüket menesztették az országgyűlésről. Elhunyt 1854. november 9-én este 9 órakor, november 12-én helyezték örök nyugalomra.

## Házassága és leszármazottjai
Felesége Farkas Antóniától született:
- Füzesséry Jolán (1830-1899), kaszaházi Joó Lajos (1814-1908), kisbegányi földbirtokos, 1848-as honvédkapitány felesége.
- Füzesséry Gábor
- Füzesséry Géza
- Füzesséry Péter (1835-1890), Bereg vármegye árvaszéki ülnöke.[2]

## Munkája
- Beszéd... Debreczen. 1832. (Beszédek, melyek m. vajai és luskodi gróf Vay Ábrahám úr, t. ns. Beregh vármegye főispáni hivatala helytartója által Beregszász városában, az e. f. 1832. esztendei máj. 22. végrehajtott tisztválasztás alkalmatosságával mondattak. Rendbe szedte Komlósy Károly).